# Billy Edwards and the Unknown
Billy Edwards and the Unknown je americký němý film z roku 1895. Režiséry a producenty jsou William Kennedy Dickson (1860–1935) a William Heise (1847–1910). Natáčení probíhalo v roce 1895 ve studiu Černá Marie pomocí Edisonova kinetoskopu. Film trvá necelou půlminutu a zobrazuje zápas Billyho Edwardse s neznámým boxerem, přezdívaným Warwick.
Trenér boxu a sportovní novinář Billy Edwards, bývalý boxer, přijal výzvu neznámého boxera, přezdívaného Warwick, aby se zúčastnil demonstračního boxerského zápasu. Zápas trval pět kol, každé po 20 sekundách. Zápasu přihlíželo publikum, které se ke sledování zápasu postavilo kolem ringu. Přežila pouze jedna nahrávka jednoho kola.